# Landis+Gyr

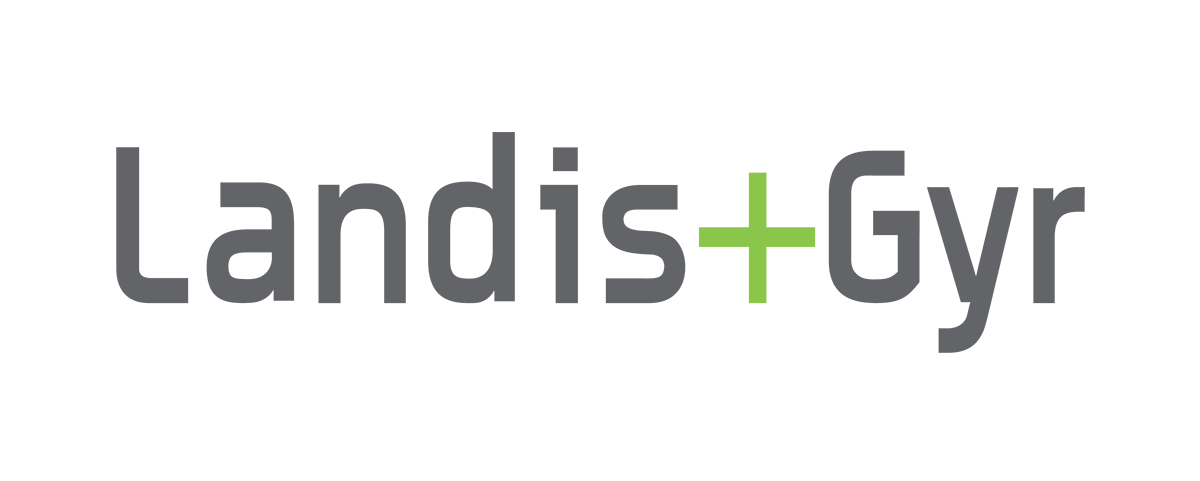

Landis+Gyr (tidigare Landis & Gyr) är ett börsnoterat, multinationellt företag med dotterbolag i över 30 länder och säte i Cham i kantonen Zug i Schweiz. Landis & Gyr utvecklar och tillverkar huvudsakligen mätare och tillhörande programvara för energiföretag världen över. 2021 hade Landis+Gyr 6 347 medarbetare och en årsomsättning på 1,73 miljarder USD (2025).

## Historik

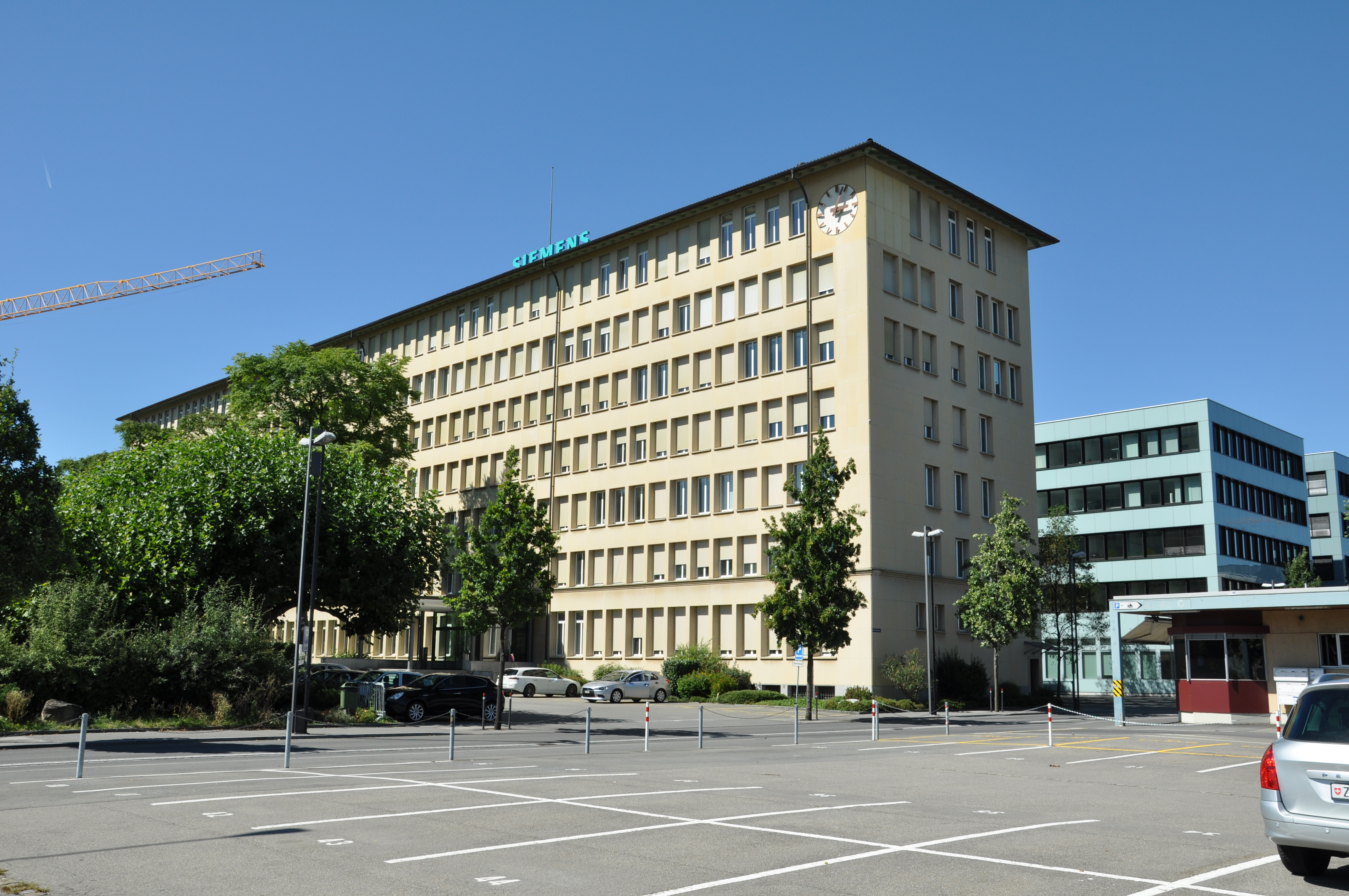
Tidigare huvudkontor i Zug.

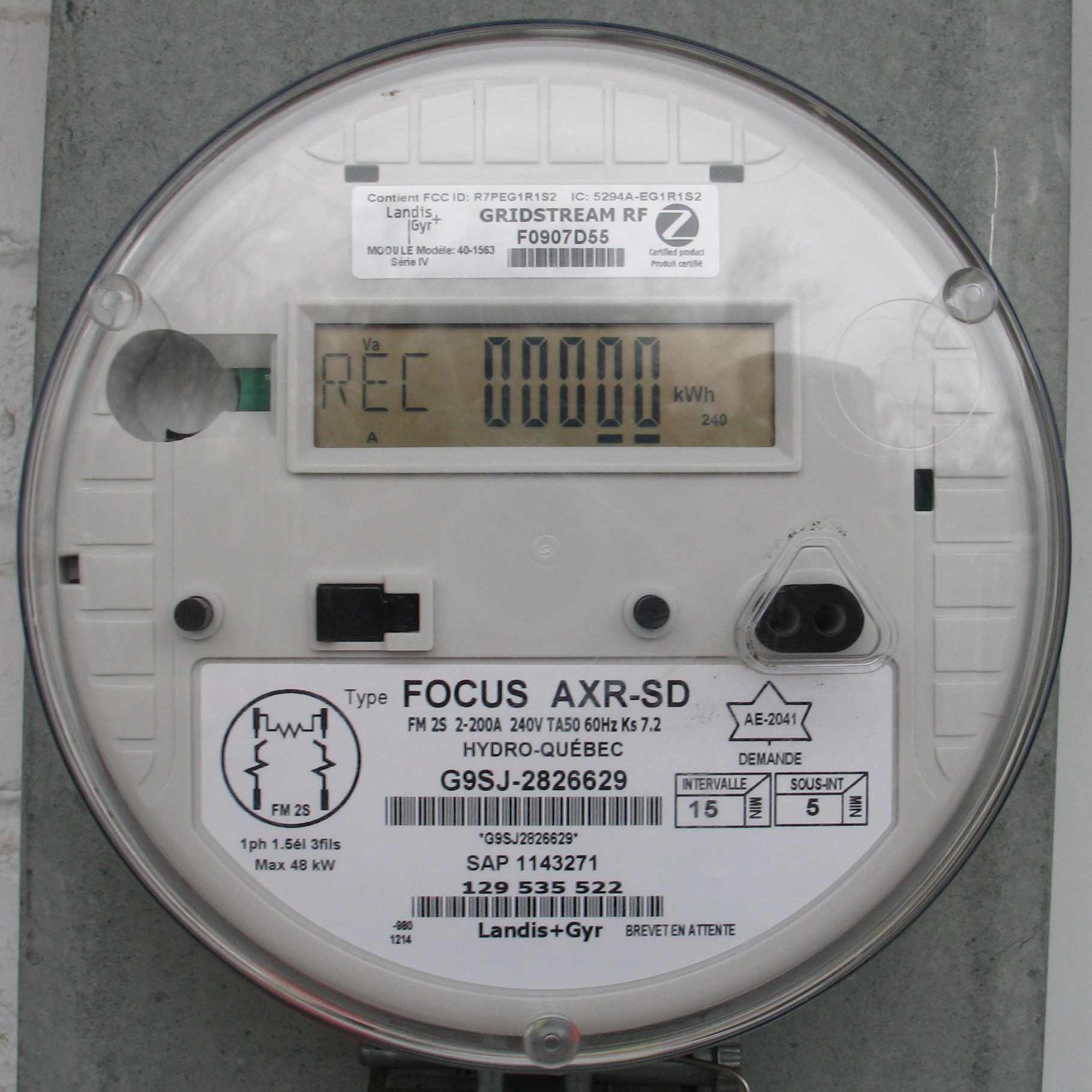
Intelligent elmätare från Landis+Gyr.

Landis+Gyr var ursprungligen känt som Electrotechnisches Institut Theiler & Co, grundat 1896. Det döptes 1905 om till Landis & Gyr, uppkallat efter elektroingenjören Heinrich Landis (1879-1922) från Schweiz och hans landsman företagaren Karl Heinrich Gyr (1879-1946). 
Landis & Gyr utvecklade och tillverkade en rad mätapparater för elektricitet, värme och gas. Genom stor efterfråga på elmätare i början av 1900-talet expanderade företaget snabbt och försäljningsställen inrättades i Tyskland, Österrike, Ryssland och Frankrike. 1914 sysselsatte man över 500 personer och Landis & Gyr omvandlades i ett aktiebolag. Efter första världskriget grundades filialer i USA och Australien. 1924 fanns över 1 000 anställda vid huvudanläggningen i Zug. Under 1930-talet utökades produktpaletten med ytterligare mätapparater och brandsäkerhetsprodukter.
På 1970-talet förvärvades svenska Billman-Regulator AB av Landis & Gyr som därmed ökade sin kompetens inom automatisk reglering av inomhusklimat i bland annat bostäder, skolor, kontor, sjukhus och offentliga byggnader (även kallad Buildings Technologies). Efter 1970-talets mitt krävdes rekonstruktion av företaget på grund av ekomomiska problem. 1996 blev Landis & Gyr en del av Elektrowatt AG och 1998 uppköptes Elektrowatts industridel av tyska Siemens AG. 
År 2002 sålde Siemens Landis & Gyr Utilities till USA-baserade Kohlberg Kravis Roberts & Co (KKR) och två år senare ingick Landis & Gyr Utilities, som nu kallades Landis+Gyr, i investmentbolaget Bayard Capitals  företagsportfölj, och blev föregångare samt markledare på området ”intelligenta elmätare”. 2008 omvandlades Bayard Capital i Landis+Gyr Holdings samtidigt flyttade företagets säte från Sydney till Zug. I slutet av 2020 flyttade företagets huvudkontor till Cham utanför Zug.

## Landis+Gyr idag
År 2011 förvärvade Toshiba Corporation 60 procent och Innovation Network Corporation of Japan (INCJ) 40 procent i Landis+Gyr Holdings för 2,3 miljarder dollar. Tanken är att vidareutveckla Landis+Gyr som självständigt företag. Den 21 juli 2017 introducerades Landis+Gyr på SIX Swiss Exchange. 
Huvudkontoret ligger sedan slutet av 2020 vid Alte Steinhauserstrasse 18 i staden Cham i Schweiz. I Sverige finns företaget representerat i Kista och Örebro.